# Obština Primorsko
Obština Primorsko (bulharsky Община Приморско) je bulharská jednotka územní samosprávy v Burgaské oblasti. Leží v jihovýchodním cípu Bulharska na pobřeží Černého moře, zčásti na severních svazích pohoří Strandža. Sídlem obštiny je město Primorsko, kromě něj zahrnuje obština 4 vesnice a 1 město. Žije zde přes 5 tisíc stálých obyvatel.

## Sídla
Všechna sídla v obštině jsou samosprávná.
| - Jasna Poljana - Kiten - Novo Pančarevo | - Pismenovo - Primorsko (sídlo správy) - Veslie |

## Sousední obštiny
| Růžice kompasu |                   | Sozopol |  | Růžice kompasu |
| Růžice kompasu | Sever             |         |  | Růžice kompasu |
| Růžice kompasu | Obština Primorsko |         |  | Růžice kompasu |
| Růžice kompasu | Jih               |         |  | Růžice kompasu |
| Růžice kompasu | Malko Tărnovo     | Carevo  |  | Růžice kompasu |

## Obyvatelstvo
V obštině žije 5 468 stálých obyvatel a včetně přechodně hlášených obyvatel 6 557. Podle sčítáni 1. února 2011 bylo národnostní složení následující:
- Bulhaři: 4 268 (85.3 %)
- Romové: 577 (11.5 %)
- Turci: 84 (1.7 %)
- ostatní: 74 (1.5 %)